# Abdullah bin Raschid Al Chalifa
Scheich Abdullah bin Raschid Al Chalifa (arabisch عبد الله بن راشد آل خليفة, DMG ʿAbd Allāh b. Rāšid Āl Ḫalīfa) ist ein bahrainischer Diplomat und der aktuelle Botschafter des Königreichs Bahrain in den Vereinigten Staaten.

## Ausbildung
Abdullah bin Raschid Al Chalifa studierte an der Bently University und erhielt dort einen Master in Business Administration.
Aktuell arbeitet er an seiner Dissertation.

## Karriere
Seine berufliche Laufbahn begann an einem Gericht, bei dem er in den Bereichen Bildung, Medizin und Soziale Angelegenheiten arbeitete.
Danach wechselte er zu einer Jugend- und Sport-Organisation, wo er die HR-Abteilung leitete.
2010 wurde er zum Gouverneur des südlichen Gouvernements. In diesem Amt arbeitete er mit einer amerikanischen NGO zusammen und lancierte einige Anti-Drogen- und Anti-Gewalt-Kampagnen.
Er war maßgeblich am Entwurf der Anti-Drogen-Politik von Bahrain beteiligt.
Am 23. Juni 2017 wurde er von König Hamad bin Isa Al Chalifa zum Botschafter von Bahrain in den Vereinigten Staaten ernannt.